# Milizac-Guipronvel
Milizac-Guipronvel ist eine Gemeinde im französischen Département Finistère in der Bretagne. Sie gehört zum Kanton Saint-Renan im Arrondissement Brest. Sie entstand als Commune nouvelle mit Wirkung vom 1. Januar 2017, indem die bisherigen Gemeinden Milizac und Guipronvel durch ein Dekret vom 25. Juni 2016 zusammengelegt wurden. Guipronvel ist der Hauptort (Chef-lieu). Milizac-Guinprovel grenzt im Nordwesten an Tréouergat, im Norden an Plouguin, im Nordosten an Coat-Méal, im Osten an Bourg-Blanc, im Südosten an Brest und Bohars, im Süden an Guilers, im Südwesten an Saint-Renan und im Westen an Lanrivoaré.

## Gliederung
| Ortsteil                       | ehemaliger INSEE-Code | Fläche (km²) | Höhenlage (m) |      | Dichte (Einw. je km²) |
| ------------------------------ | --------------------- | ------------ | ------------- | ---- | --------------------- |
| Guipronvel (Verwaltungssitz)00 | 29076                 | 08,39        | 23–90         | 0787 | 093,8                 |
| Milizac                        | 29149                 | 33,23        | 32–101        | 3649 | 109,8                 |